# Ostha melanopasa
Ostha melanopasa là một loài bướm đêm trong họ Noctuidae.